# 贝尔苏木
贝尔苏木是中华人民共和国内蒙古自治区呼伦贝尔市新巴尔虎右旗下辖的一个苏木。

## 行政区划
贝尔苏木下辖以下地区：
布达图嘎查、贝尔嘎查和莫能塔拉嘎查。